# Danh sách tập phim Ika-6 na Utos
Ika-6 na Utos là một bộ phim truyền hình Philippines được sản xuất và phát sóng bởi GMA Network. Phim công chiếu lần đầu tiên trong khung giờ Aftermnoon Prime trên kênh GMA và toàn thế giới thông qua GMA Pinoy TV từ ngày 5 tháng 12 năm 2016 đến ngày 17 tháng 3 năm 2018, thay thế cho tác phẩm trước đó là Oh, My Mama!. Kể từ ngày 1 tháng 4 năm 2017, bộ phim đã được mở rộng thêm một ngày thứ 7 so với lịch phát sóng cũ trước đó là từ thứ 2 đến thứ 6 hàng tuần nhằm đáp ứng nhu cầu từ người xem.
NUTAM (Hệ thống đo lường khán giả truyền hình khu vực thành thị trên toàn quốc) là đơn vị thống kê lượng người xem qua các tập phim và được thống kê bởi AGB Nielsen Philippines. Tác phẩm đã kết thúc tập cuối cùng ở tuần thứ 63 với 383 tập và được thay thế bởi bộ phim Contessa.

## Các tập

### Tháng 12 năm 2016
| Tập phim | Tập phim              | Ngày phát sóng gốc            | Hashtag mạng xã hội     | AGB Nielsen NUTAM          | AGB Nielsen NUTAM        | AGB Nielsen NUTAM |
| Tập phim | Tập phim              | Ngày phát sóng gốc            | Hashtag mạng xã hội     | Lượng người xem trung bình | Xếp hạng trong khung giờ | Nguồn             |
| -------- | --------------------- | ----------------------------- | ----------------------- | -------------------------- | ------------------------ | ----------------- |
| 1        | Pilot                 | Thứ Hai, 5 tháng 12 năm 2016  | #Ika6NaUtos             | 11.9%                      | #1                       | [ 1 ]             |
| 2        | Emma's Savior         | Thứ Ba, 6 tháng 12 năm 2016   | #IANUEmmasSavior        | 12.9%                      | #1                       | [ 1 ]             |
| 3        | Monster-in-Law        | Thứ Tư, 7 tháng 12 năm 2016   | #IANUMonsterInLaw       | 11.5%                      | #2                       | [ 1 ]             |
| 4        | Georgia Is Back       | Thứ Năm, 8 tháng 12 năm 2016  | #IANUGeorgiaIsBack      | 11.7%                      | #2                       | [ 2 ]             |
| 5        | Marital Problem       | Thứ Sáu, 9 tháng 12 năm 2016  | #IANUMaritalProblem     | 11.9%                      | #2                       | [ 2 ]             |
| 6        | Pang-aakit ni Georgia | Thứ Hai, 12 tháng 12 năm 2016 | #IANUPangaakitNiGeorgia | 11.8%                      | #2                       | [ 3 ]             |
| 7        | Pagseselos            | Thứ Ba, 13 tháng 12 năm 2016  | #IANUPagseselos         | 13.3%                      | #2                       | [ 3 ]             |
| 8        | Seducing Rome         | Thứ Tư, 14 tháng 12 năm 2016  | #IANUSeducingRome       | 11.9%                      | #2                       | [ 4 ]             |
| 9        | Hiram na Asawa        | Thứ Năm, 15 tháng 12 năm 2016 | #IANUHiramNaAsawa       | 13.1%                      | #1                       | [ 4 ]             |
| 10       | Patibong              | Thứ Sáu, 16 tháng 12 năm 2016 | #IANUPatibong           | 13.7%                      | #1                       | [ 4 ]             |
| 11       | Kahinaan              | Thứ Hai, 19 tháng 12 năm 2016 | #IANUKahinaan           | 12.9%                      | #2                       | [ 5 ]             |
| 12       | Pagdadahilan          | Thứ Ba, 20 tháng 12 năm 2016  | #IANUPagdadahilan       | 13.3%                      | #1                       | [ 5 ]             |
| 13       | Georgia's Plan        | Thứ Tư, 21 tháng 12 năm 2016  | #IANUGeorgiasPlan       | 13.1%                      | #2                       | [ 5 ]             |
| 14       | Panlalamig            | Thứ Năm, 22 tháng 12 năm 2016 | #IANUPanlalamig         | 12.7%                      | #1                       | [ 5 ]             |
| 15       | Pagkukumpara          | Thứ Sáu, 23 tháng 12 năm 2016 | #IANUPagkukumpara       | 12.5%                      | #2                       | [ 6 ]             |
| 16       | Hinala ni Emma        | Thứ Hai, 26 tháng 12 năm 2016 | #IANUHinalaNiEmma       | 12.0%                      | #1                       | [ 7 ]             |
| 17       | Pagseselos            | Thứ Ba, 27 tháng 12 năm 2016  | #IANUPagseselos         | 12.1%                      | #1                       | [ 7 ]             |
| 18       | Pagsugod sa Kabit     | Thứ Tư, 28 tháng 12 năm 2016  | #IANUPagsugodSaKabit    | 13.3%                      | #1                       | [ 7 ]             |
| 19       | Tutukan               | Thứ Năm, 29 tháng 12 năm 2016 | #IANUTutukan            | 12.4%                      | #1                       | [ 8 ]             |
| 20       | Paglimot              | Thứ Sáu, 30 tháng 12 năm 2016 | #IANUPaglimot           | 11.5%                      | #1                       | [ 8 ]             |

### Tháng 1 năm 2017
| Tập phim | Tập phim           | Ngày phát sóng gốc           | Hashtag mạng xã hội   | AGB Nielsen NUTAM          | AGB Nielsen NUTAM        | AGB Nielsen NUTAM |
| Tập phim | Tập phim           | Ngày phát sóng gốc           | Hashtag mạng xã hội   | Lượng người xem trung bình | Xếp hạng trong khung giờ | Nguồn             |
| -------- | ------------------ | ---------------------------- | --------------------- | -------------------------- | ------------------------ | ----------------- |
| 21       | Pusong Sawi        | Thứ Hai, 2 tháng 1 năm 2017  | #IANUPusongSawi       | 12.7%                      | #1                       | [ 9 ]             |
| 22       | Utuin si Emma      | Thứ Ba, 3 tháng 1 năm 2017   | #IANUUtuinSiEmma      | 13.4%                      | #1                       | [ 9 ]             |
| 23       | Regalo ni Rome     | Thứ Tư, 4 tháng 1 năm 2017   | #IANURegaloNiRome     | 12.7%                      | #1                       | [ 9 ]             |
| 24       | Pag-iimbestiga     | Thứ Năm, 5 tháng 1 năm 2017  | #IANUPagiimbestiga    | 14.1%                      | #1                       | [ 9 ]             |
| 25       | Emma vs. Georgia   | Thứ Sáu, 6 tháng 1 năm 2017  | #IANUEmmaVsGeorgia    | 14.2%                      | #1                       | [ 9 ]             |
| 26       | Pagsisisi          | Thứ Hai, 9 tháng 1 năm 2017  | #IANUPagsisisi        | 13.7%                      | #1                       | [ 10 ]            |
| 27       | Goodbye            | Thứ Ba, 10 tháng 1 năm 2017  | #IANUGoodbye          | 14.8%                      | #1                       | [ 10 ]            |
| 28       | New Rules          | Thứ Tư, 11 tháng 1 năm 2017  | #IANUNewRules         | 14.6%                      | #1                       | [ 10 ]            |
| 29       | Bantay Sarado      | Thứ Năm, 12 tháng 1 năm 2017 | #IANUBantaySarado     | 14.5%                      | #1                       | [ 10 ]            |
| 30       | Laban, Emma        | Thứ Sáu, 13 tháng 1 năm 2017 | #IANULabanEmma        | 16.2%                      | #1                       | [ 10 ]            |
| 31       | Hidden Feelings    | Thứ Hai, 16 tháng 1 năm 2017 | #IANUHiddenFeelings   | 13.8%                      | #1                       | [ 11 ]            |
| 32       | Surprise           | Thứ Ba, 17 tháng 1 năm 2017  | #IANUSurprise         | 15.0%                      | #1                       | [ 11 ]            |
| 33       | Kasabwat           | Thứ Tư, 18 tháng 1 năm 2017  | #IANUKasabwat         | 14.8%                      | #1                       | [ 11 ]            |
| 34       | Emergency          | Thứ Năm, 19 tháng 1 năm 2017 | #IANUEmergency        | 13.5%                      | #1                       | [ 11 ]            |
| 35       | Pagseselos ni Rome | Thứ Sáu, 20 tháng 1 năm 2017 | #IANUPagseselosNiRome | 14.3%                      | #1                       | [ 11 ]            |
| 36       | Eskandalo          | Thứ Hai, 23 tháng 1 năm 2017 | #IANUEskandalo        | 13.5%                      | #1                       | [ 12 ]            |
| 37       | Paninindigan       | Thứ Ba, 24 tháng 1 năm 2017  | #IANUPaninindigan     | 14.3%                      | #1                       | [ 12 ]            |
| 38       | Pang-aapi          | Thứ Tư, 25 tháng 1 năm 2017  | #IANUPangaapi         | 14.1%                      | #1                       | [ 12 ]            |
| 39       | Konsensiya         | Thứ Năm, 26 tháng 1 năm 2017 | #IANUKonsensiya       | 13.0%                      | #1                       | [ 12 ]            |
| 40       | Peligro            | Thứ Sáu, 27 tháng 1 năm 2017 | #IANUPeligro          | 15.8%                      | #1                       | [ 12 ]            |
| 41       | Fake Text          | Thứ Hai, 30 tháng 1 năm 2017 | #IANUFakeText         | 14.8%                      | #1                       | [ 13 ]            |
| 42       | Gigil              | Thứ Ba, 31 tháng 1 năm 2017  | #IANUGigil            | 14.4%                      | #1                       | [ 13 ]            |

### Tháng 2 năm 2017
| Tập phim | Tập phim     | Ngày phát sóng gốc           | Hashtag mạng xã hội | AGB Nielsen NUTAM          | AGB Nielsen NUTAM        | AGB Nielsen NUTAM |
| Tập phim | Tập phim     | Ngày phát sóng gốc           | Hashtag mạng xã hội | Lượng người xem trung bình | Xếp hạng trong khung giờ | Nguồn             |
| -------- | ------------ | ---------------------------- | ------------------- | -------------------------- | ------------------------ | ----------------- |
| 43       | Bangon, Emma | Thứ Tư, 1 tháng 2 năm 2017   | #IANUBangonEmma     | 16.6%                      | #1                       | [ 13 ]            |
| 44       | Paghahabol   | Thứ Năm, 2 tháng 2 năm 2017  | #IANUPaghahabol     | 17.0%                      | #1                       | [ 13 ]            |
| 45       | Alone        | Thứ Sáu, 3 tháng 2 năm 2017  | #IANUAlone          | 16.6%                      | #1                       | [ 13 ]            |
| 46       | New Emma     | Thứ Hai, 6 tháng 2 năm 2017  | #IANUNewEmma        | 19.9%                      | #1                       | [ 14 ]            |
| 47       | Annulment    | Thứ Ba, 7 tháng 2 năm 2017   | #IANUAnnulment      | 18.0%                      | #1                       | [ 14 ]            |
| 48       | Bangungot    | Thứ Tư, 8 tháng 2 năm 2017   | #IANUBangungot      | 17.6%                      | #1                       | [ 14 ]            |
| 49       | Survivor     | Thứ Năm, 9 tháng 2 năm 2017  | #IANUSurvivor       | 18.0%                      | #1                       | [ 14 ]            |
| 50       | Paghaharap   | Thứ Sáu, 10 tháng 2 năm 2017 | #IANUPaghaharap     | 18.0%                      | #1                       | [ 14 ]            |
| 51       | Panunumbat   | Thứ Hai, 13 tháng 2 năm 2017 | #IANUPanunumbat     | 16.5%                      | #1                       | [ 15 ]            |
| 52       | Pangamba     | Thứ Ba, 14 tháng 2 năm 2017  | #IANUPangamba       | 17.0%                      | #1                       | [ 16 ]            |
| 53       | Viral Video  | Thứ Tư, 15 tháng 2 năm 2017  | #IANUViralVideo     | 16.4%                      | #1                       | [ 17 ]            |
| 54       | Hinanakit    | Thứ Năm, 16 tháng 2 năm 2017 | #IANUHinanakit      | 17.5%                      | #1                       | [ 18 ]            |
| 55       | Paliwanag    | Thứ Sáu, 17 tháng 2 năm 2017 | #IANUPaliwanag      | 16.9%                      | #1                       | [ 18 ]            |
| 56       | Bangayan     | Thứ Hai, 20 tháng 2 năm 2017 | #IANUBangayan       | 16.9%                      | #1                       | [ 19 ]            |
| 57       | Seduction    | Thứ Ba, 21 tháng 2 năm 2017  | #IANUSeduction      | 17.9%                      | #1                       | [ 19 ]            |
| 58       | Kompetisiyon | Thứ Tư, 22 tháng 2 năm 2017  | #IANUKompetisiyon   | 18.9%                      | #1                       | [ 19 ]            |
| 59       | Panunukso    | Thứ Năm, 23 tháng 2 năm 2017 | #IANUPanunukso      | 20.0%                      | #1                       | [ 19 ]            |
| 60       | Kahihiyan    | Thứ Sáu, 24 tháng 2 năm 2017 | #IANUKahihiyan      | 19.7%                      | #1                       | [ 19 ]            |
| 61       | Paninindigan | Thứ Hai, 27 tháng 2 năm 2017 | #IANUPaninindigan   | 18.7%                      | #1                       | [ 20 ]            |
| 62       | Anniversary  | Thứ Ba, 28 tháng 2 năm 2017  | #IANUAnniversary    | 18.4%                      | #1                       | [ 21 ]            |

### Tháng 3 năm 2017
| Tập phim                 | Tập phim          | Ngày phát sóng gốc           | Hashtag mạng xã hội  | AGB Nielsen NUTAM          | AGB Nielsen NUTAM        | AGB Nielsen NUTAM |
| Tập phim                 | Tập phim          | Ngày phát sóng gốc           | Hashtag mạng xã hội  | Lượng người xem trung bình | Xếp hạng trong khung giờ | Nguồn             |
| ------------------------ | ----------------- | ---------------------------- | -------------------- | -------------------------- | ------------------------ | ----------------- |
| 63                       | Sumbatan          | Thứ Tư, 1 tháng 3 năm 2017   | #IANUSumbatan        | 20.8%                      | #1                       | [ 22 ]            |
| 64                       | Laban Kung Laban  | Thứ Năm, 2 tháng 3 năm 2017  | #IANULabanKungLaban  | 20.1%                      | #1                       | [ 23 ]            |
| 65                       | Paasa             | Thứ Sáu, 3 tháng 3 năm 2017  | #IANUPaasa           | 20.0%                      | #1                       | [ 24 ]            |
| 66                       | Praning           | Thứ Hai, 6 tháng 3 năm 2017  | #IANUPraning         | 19.1%                      | #1                       | [ 25 ]            |
| 67                       | The Game          | Thứ Ba, 7 tháng 3 năm 2017   | #IANUTheGame         | 19.5%                      | #1                       | [ 26 ]            |
| 68                       | Panunugod         | Thứ Tư, 8 tháng 3 năm 2017   | #IANUPanunugod       | 20.0%                      | #1                       | [ 27 ]            |
| 69                       | Ganti ni Emma     | Thứ Năm, 9 tháng 3 năm 2017  | #IANUGantiNiEmma     | 19.2%                      | #1                       | [ 28 ]            |
| 70                       | Emergency         | Thứ Sáu, 10 tháng 3 năm 2017 | #IANUEmergency       | 19.5%                      | #1                       | [ 29 ]            |
| 71                       | Mahal Pa Rin      | Thứ Hai, 13 tháng 3 năm 2017 | #IANUMahalPaRin      | —                          | —                        |                   |
| 72                       | Malaking Hadlang  | Thứ Ba, 14 tháng 3 năm 2017  | #IANUMalakingHadlang | —                          | —                        |                   |
| 73                       | Double Proposal   | Thứ Tư, 15 tháng 3 năm 2017  | #IANUDoubleProposal  | —                          | —                        |                   |
| 74                       | Sagupaan          | Thứ Năm, 16 tháng 3 năm 2017 | #IANUSagupaan        | —                          | —                        |                   |
| 75                       | Selosan           | Thứ Sáu, 17 tháng 3 năm 2017 | #IANUSelosan         | —                          | —                        |                   |
| 76                       | Marry Me Emma     | Thứ Hai, 20 tháng 3 năm 2017 | #IANUMarryMeEmma     | —                          | —                        |                   |
| 77                       | Emma's Decision   | Thứ Ba, 21 tháng 3 năm 2017  | #IANUEmmasDecision   | —                          | —                        |                   |
| 78                       | Engaged           | Thứ Tư, 22 tháng 3 năm 2017  | #IANUEngaged         | —                          | —                        |                   |
| 79                       | Request ni Austin | Thứ Năm, 23 tháng 3 năm 2017 | #IANURequestNiAustin | —                          | —                        |                   |
| 80                       | Too Late          | Thứ Sáu, 24 tháng 3 năm 2017 | #IANUTooLate         | —                          | —                        |                   |
|                          |                   |                              |                      |                            |                          |                   |
| AGB Nielsen NUTAM People |                   |                              |                      |                            |                          |                   |
| 81                       | The Wedding Is On | Thứ Hai, 27 tháng 3 năm 2017 | #IANUTheWeddingIsOn  | 7.7%                       | #1                       | [ 30 ]            |
| 82                       | Paghahanda        | Thứ Ba, 28 tháng 3 năm 2017  | #IANUPaghahanda      | 8.0%                       | #1                       | [ 31 ]            |
| 83                       | Rivalry           | Thứ Tư, 29 tháng 3 năm 2017  | #IANURivalry         | 8.2%                       | #1                       | [ 32 ]            |
| 84                       | Bridal War        | Thứ Năm, 30 tháng 3 năm 2017 | #IANUBridalWar       | 8.7%                       | #1                       | [ 33 ]            |
| 85                       | Mutual Feelings   | Thứ Sáu, 31 tháng 3 năm 2017 | #IANUMutualFeelings  | 9.6%                       | #1                       | [ 34 ]            |

### Tháng 4 năm 2017
| Tập phim | Tập phim            | Ngày phát sóng gốc           | Hashtag mạng xã hội     | AGB Nielsen NUTAM People   | AGB Nielsen NUTAM People | AGB Nielsen NUTAM People |
| Tập phim | Tập phim            | Ngày phát sóng gốc           | Hashtag mạng xã hội     | Lượng người xem trung bình | Xếp hạng trong khung giờ | Nguồn                    |
| -------- | ------------------- | ---------------------------- | ----------------------- | -------------------------- | ------------------------ | ------------------------ |
| 86       | Secret ni Emma      | Thứ Bảy, 1 tháng 4 năm 2017  | #IANUSecretNiEmma       | 9.1%                       | #1                       | [ 35 ]                   |
| 87       | Guilty as Charged   | Thứ Hai, 3 tháng 4 năm 2017  | #IANUGuiltyAsCharged    | 9.0%                       | #1                       | [ 36 ]                   |
| 88       | Come with Me        | Thứ Ba, 4 tháng 4 năm 2017   | #IANUComeWithMe         | 8.3%                       | #1                       | [ 37 ]                   |
| 89       | Kritikal            | Thứ Tư, 5 tháng 4 năm 2017   | #IANUKritikal           | 8.7%                       | #1                       | [ 38 ]                   |
| 90       | Flatline            | Thứ Năm, 6 tháng 4 năm 2017  | #IANUFlatline           | 8.6%                       | #1                       | [ 39 ]                   |
| 91       | Change of Plans     | Thứ Sáu, 7 tháng 4 năm 2017  | #IANUChangeOfPlans      | 9.0%                       | #1                       | [ 40 ]                   |
| 92       | The Choice          | Thứ Bảy, 8 tháng 4 năm 2017  | #IANUTheChoice          | 7.4%                       | #1                       | [ 41 ]                   |
| 93       | Emma's Promise      | Thứ Hai, 10 tháng 4 năm 2017 | #IANUEmmasPromise       | 8.1%                       | #1                       | [ 42 ]                   |
| 94       | Pangamba            | Thứ Ba, 11 tháng 4 năm 2017  | #IANUPangamba           | 9.0%                       | #1                       | [ 43 ]                   |
| 95       | Pagkabigo           | Thứ Tư, 12 tháng 4 năm 2017  | #IANUPagkabigo          | 8.6%                       | #1                       | [ 44 ]                   |
| 96       | Pagbubuntis         | Thứ Hai, 17 tháng 4 năm 2017 | #IANUPagbubuntis        | 8.0%                       | #1                       | [ 45 ]                   |
| 97       | Banta ni Georgia    | Thứ Ba, 18 tháng 4 năm 2017  | #IANUBantaNiGeorgia     | 8.0%                       | #1                       | [ 46 ]                   |
| 98       | Emotional Blackmail | Thứ Tư, 19 tháng 4 năm 2017  | #IANUEmotionalBlackmail | 7.9%                       | #1                       | [ 47 ]                   |
| 99       | Engagement Party    | Thứ Năm, 20 tháng 4 năm 2017 | #IANUEngagementParty    | 7.8%                       | #1                       | [ 48 ]                   |
| 100      | Buking              | Thứ Sáu, 21 tháng 4 năm 2017 | #IANUBuking             | 8.3%                       | #1                       | [ 49 ]                   |
| 101      | Pagbubunyag         | Thứ Bảy, 22 tháng 4 năm 2017 | #IANUPagbubunyag        | 7.8%                       | #1                       | [ 50 ]                   |
| 102      | Eskandalosa         | Thứ Hai, 24 tháng 4 năm 2017 | #IANUEskandalosa        | 8.9%                       | #1                       | [ 51 ]                   |
| 103      | Bawi ni Emma        | Thứ Ba, 25 tháng 4 năm 2017  | #IANUBawiNiEmma         | 7.8%                       | #1                       | [ 52 ]                   |
| 104      | Buntis for Real     | Thứ Tư, 26 tháng 4 năm 2017  | #IANUBuntisForReal      | 8.2%                       | #1                       | [ 53 ]                   |
| 105      | Humility            | Thứ Năm, 27 tháng 4 năm 2017 | #IANUHumility           | 8.4%                       | #1                       | [ 54 ]                   |
| 106      | Looking for Austin  | Thứ Sáu, 28 tháng 4 năm 2017 | #IANULookingForAustin   | 7.7%                       | #1                       | [ 55 ]                   |
| 107      | The Search          | Thứ Bảy, 29 tháng 4 năm 2017 | #IANUTheSearch          | 7.9%                       | #1                       | [ 56 ]                   |

### Tháng 5 năm 2017
| Tập phim | Tập phim             | Ngày phát sóng gốc           | Hashtag mạng xã hội     | AGB Nielsen NUTAM People   | AGB Nielsen NUTAM People | AGB Nielsen NUTAM People |
| Tập phim | Tập phim             | Ngày phát sóng gốc           | Hashtag mạng xã hội     | Lượng người xem trung bình | Xếp hạng trong khung giờ | Nguồn                    |
| -------- | -------------------- | ---------------------------- | ----------------------- | -------------------------- | ------------------------ | ------------------------ |
| 108      | Rescuing Austin      | Thứ Hai, 1 tháng 5 năm 2017  | #IANURescuingAustin     | 8.0%                       | #1                       | [ 57 ]                   |
| 109      | Red Alert            | Thứ Ba, 2 tháng 5 năm 2017   | #IANURedAlert           | 8.0%                       | #1                       | [ 58 ]                   |
| 110      | Para kay Austin      | Thứ Tư, 3 tháng 5 năm 2017   | #IANUParaKayAustin      | 8.2%                       | #1                       | [ 59 ]                   |
| 111      | Pamamaalam           | Thứ Năm, 4 tháng 5 năm 2017  | #IANUPamamaalam         | 8.0%                       | #1                       | [ 60 ]                   |
| 112      | Dalamhati            | Thứ Sáu, 5 tháng 5 năm 2017  | #IANUDalamhati          | 8.3%                       | #1                       | [ 61 ]                   |
| 113      | Goodbye              | Thứ Bảy, 6 tháng 5 năm 2017  | #IANUGoodbye            | 8.3%                       | #1                       | [ 62 ]                   |
| 114      | Burol                | Thứ Hai, 8 tháng 5 năm 2017  | #IANUBurol              | 8.2%                       | #1                       | [ 63 ]                   |
| 115      | Sulat ni Austin      | Thứ Ba, 9 tháng 5 năm 2017   | #IANUSulatNiAustin      | 7.8%                       | #1                       | [ 64 ]                   |
| 116      | Pangungulila         | Thứ Tư, 10 tháng 5 năm 2017  | #IANUPangungulila       | 7.2%                       | #1                       | [ 65 ]                   |
| 117      | Buntis si Emma       | Thứ Năm, 11 tháng 5 năm 2017 | #IANUBuntisSiEmma       | 7.8%                       | #1                       | [ 66 ]                   |
| 118      | Kabuwanan            | Thứ Sáu, 12 tháng 5 năm 2017 | #IANUKabuwanan          | 7.7%                       | #1                       | [ 67 ]                   |
| 119      | Pagwawala ni Angelo  | Thứ Bảy, 13 tháng 5 năm 2017 | #IANUPagwawalaNiAngelo  | 8.3%                       | #1                       | [ 68 ]                   |
| 120      | Pagbubuntis ni Emma  | Thứ Hai, 15 tháng 5 năm 2017 | #IANUPagbubuntisNiEmma  | 6.8%                       | #1                       | [ 69 ]                   |
| 121      | Pagtanggap           | Thứ Ba, 16 tháng 5 năm 2017  | #IANUPagtanggap         | 7.5%                       | #1                       | [ 70 ]                   |
| 122      | Plano ni Angelo      | Thứ Tư, 17 tháng 5 năm 2017  | #IANUPlanoNiAngelo      | 7.3%                       | #1                       | [ 71 ]                   |
| 123      | Acceptance           | Thứ Năm, 18 tháng 5 năm 2017 | #IANUAcceptance         | 8.0%                       | #1                       | [ 72 ]                   |
| 124      | Agawan               | Thứ Sáu, 19 tháng 5 năm 2017 | #IANUAgawan             | 8.4%                       | #1                       | [ 73 ]                   |
| 125      | Rome's Investigation | Thứ Bảy, 20 tháng 5 năm 2017 | #IANURomesInvestigation | 8.5%                       | #1                       | [ 74 ]                   |
| 126      | Disgrasya            | Thứ Hai, 22 tháng 5 năm 2017 | #IANUDisgrasya          | 8.7%                       | #1                       | [ 75 ]                   |
| 127      | Babala               | Thứ Ba, 23 tháng 5 năm 2017  | #IANUBabala             | 8.7%                       | #1                       | [ 75 ]                   |
| 128      | Baby Bump            | Thứ Tư, 24 tháng 5 năm 2017  | #IANUBabyBump           | 9.2%                       | #1                       | [ 75 ]                   |
| 129      | Espiya               | Thứ Năm, 25 tháng 5 năm 2017 | #IANUEspiya             | 9.1%                       | #1                       | [ 75 ]                   |
| 130      | Kapahamakan          | Thứ Sáu, 26 tháng 5 năm 2017 | #IANUKapahamakan        | 9.3%                       | #1                       | [ 75 ]                   |
| 131      | Paglilihim           | Thứ Bảy, 27 tháng 5 năm 2017 | #IANUPaglilihim         | 8.4%                       | #1                       | [ 75 ]                   |
| 132      | Tunay na Ama         | Thứ Hai, 29 tháng 5 năm 2017 | #IANUTunayNaAma         | 8.7%                       | #1                       | [ 76 ]                   |
| 133      | Imbestigador         | Thứ Ba, 30 tháng 5 năm 2017  | #IANUImbestigador       | 8.7%                       | #1                       | [ 76 ]                   |
| 134      | Saklolo              | Thứ Tư, 31 tháng 5 năm 2017  | #IANUSaklolo            | 8.4%                       | #1                       | [ 76 ]                   |

### Tháng 6 năm 2017
| Tập phim | Tập phim            | Ngày phát sóng gốc           | Hashtag mạng xã hội    | AGB Nielsen NUTAM People   | AGB Nielsen NUTAM People | AGB Nielsen NUTAM People |
| Tập phim | Tập phim            | Ngày phát sóng gốc           | Hashtag mạng xã hội    | Lượng người xem trung bình | Xếp hạng trong khung giờ | Nguồn                    |
| -------- | ------------------- | ---------------------------- | ---------------------- | -------------------------- | ------------------------ | ------------------------ |
| 135      | Nasaan si Milan     | Thứ Năm, 1 tháng 6 năm 2017  | #IANUNasaanSiMilan     | 8.8%                       | #1                       | [ 76 ]                   |
| 136      | Sisihan             | Thứ Sáu, 2 tháng 6 năm 2017  | #IANUSisihan           | 8.6%                       | #1                       | [ 76 ]                   |
| 137      | Anak ni Georgia     | Thứ Bảy, 3 tháng 6 năm 2017  | #IANUAnakNiGeorgia     | 8.3%                       | #1                       | [ 76 ]                   |
| 138      | Baby Sydney         | Thứ Hai, 5 tháng 6 năm 2017  | #IANUBabySydney        | 7.1%                       | #1                       | [ 77 ]                   |
| 139      | Kutob               | Thứ Ba, 6 tháng 6 năm 2017   | #IANUKutob             | 6.7%                       | #1                       | [ 77 ]                   |
| 140      | Proposal ni Angelo  | Thứ Tư, 7 tháng 6 năm 2017   | #IANUProposalNiAngelo  | 7.2%                       | #1                       | [ 77 ]                   |
| 141      | Pagtatagpo          | Thứ Năm, 8 tháng 6 năm 2017  | #IANUPagtatagpo        | 7.3%                       | #1                       | [ 77 ]                   |
| 142      | Tunay na mag-ina    | Thứ Sáu, 9 tháng 6 năm 2017  | #IANUTunayNaMagIna     | 8.2%                       | #1                       | [ 77 ]                   |
| 143      | Mix-up              | Thứ Bảy, 10 tháng 6 năm 2017 | #IANUMixUp             | 9.1%                       | #1                       | [ 77 ]                   |
| 144      | Lukso ng Dugo       | Thứ Hai, 12 tháng 6 năm 2017 | #IANULuksoNgDugo       | 8.6%                       | #1                       | [ 78 ]                   |
| 145      | Getting Closer      | Thứ Ba, 13 tháng 6 năm 2017  | #IANUGettingCloser     | 7.4%                       | #1                       | [ 78 ]                   |
| 146      | Flowers for Emma    | Thứ Tư, 14 tháng 6 năm 2017  | #IANUFlowersForEmma    | 7.8%                       | #1                       | [ 78 ]                   |
| 147      | Duda ni Georgia     | Thứ Năm, 15 tháng 6 năm 2017 | #IANUDudaNiGeorgia     | 7.7%                       | #1                       | [ 78 ]                   |
| 148      | Kawawang Sydney     | Thứ Sáu, 16 tháng 6 năm 2017 | #IANUKawawangSydney    | 8.0%                       | #1                       | [ 78 ]                   |
| 149      | Dalawang ina        | Thứ Bảy, 17 tháng 6 năm 2017 | #IANUDalawangIna       | 9.3%                       | #1                       | [ 78 ]                   |
| 150      | Sikreto ni Georgia  | Thứ Hai, 19 tháng 6 năm 2017 | #IANUSikretoNiGeorgia  | 7.0%                       | #1                       | [ 79 ]                   |
| 151      | Bagong Hamon        | Thứ Ba, 20 tháng 6 năm 2017  | #IANUBagongHamon       | 7.4%                       | #1                       | [ 79 ]                   |
| 152      | Welcome Geneva      | Thứ Tư, 21 tháng 6 năm 2017  | #IANUWelcomeGeneva     | 7.7%                       | #1                       | [ 79 ]                   |
| 153      | Caught in the Act   | Thứ Năm, 22 tháng 6 năm 2017 | #IANUCaughtInTheAct    | 7.5%                       | #1                       | [ 79 ]                   |
| 154      | I Want Tita Emma    | Thứ Sáu, 23 tháng 6 năm 2017 | #IANUIWantTitaEmma     | 8.1%                       | #1                       | [ 79 ]                   |
| 155      | Ngitngit ni Georgia | Thứ Bảy, 24 tháng 6 năm 2017 | #IANUNgitngitNiGeorgia | 8.2%                       | #1                       | [ 79 ]                   |
| 156      | Paawa ni Georgia    | Thứ Hai, 26 tháng 6 năm 2017 | #IANUPaawaNiGeorgia    | 9.0%                       | #1                       | [ 80 ]                   |
| 157      | Child Custody       | Thứ Ba, 27 tháng 6 năm 2017  | #IANUChildCustody      | 8.2%                       | #1                       | [ 80 ]                   |
| 158      | Court's Decision    | Thứ Tư, 28 tháng 6 năm 2017  | #IANUCourtsDecision    | 6.6%                       | #1                       | [ 80 ]                   |
| 159      | Missing Sydney      | Thứ Năm, 29 tháng 6 năm 2017 | #IANUMissingSydney     | 7.6%                       | #1                       | [ 80 ]                   |
| 160      | Lihim ni Emma       | Thứ Sáu, 30 tháng 6 năm 2017 | #IANULihimNiEmma       | 7.2%                       | #1                       | [ 80 ]                   |

### Tháng 7 năm 2017
| Tập phim | Tập phim                | Ngày phát sóng gốc           | Hashtag mạng xã hội        | AGB Nielsen NUTAM People   | AGB Nielsen NUTAM People | AGB Nielsen NUTAM People |
| Tập phim | Tập phim                | Ngày phát sóng gốc           | Hashtag mạng xã hội        | Lượng người xem trung bình | Xếp hạng trong khung giờ | Nguồn                    |
| -------- | ----------------------- | ---------------------------- | -------------------------- | -------------------------- | ------------------------ | ------------------------ |
| 161      | Magkapatid              | Thứ Bảy, 1 tháng 7 năm 2017  | #IANUMagkapatid            | 9.1%                       | #1                       | [ 80 ]                   |
| 162      | Pagkikita ng Magkapatid | Thứ Hai, 3 tháng 7 năm 2017  | #IANUPagkikitaNgMagkapatid | 6.7%                       | #1                       | [ 81 ]                   |
| 163      | Damit ni Emma           | Thứ Ba, 4 tháng 7 năm 2017   | #IANUDamitNiEmma           | 7.5%                       | #1                       | [ 81 ]                   |
| 164      | Paramdam ni Loleng      | Thứ Tư, 5 tháng 7 năm 2017   | #IANUParamdamNiLoleng      | 7.3%                       | #1                       | [ 81 ]                   |
| 165      | Paggising ni Loleng     | Thứ Năm, 6 tháng 7 năm 2017  | #IANUPaggisingNiLoleng     | 7.5%                       | #1                       | [ 81 ]                   |
| 166      | Panganib sa Buhay       | Thứ Sáu, 7 tháng 7 năm 2017  | #IANUPanganibSaBuhay       | 8.0%                       | #1                       | [ 81 ]                   |
| 167      | Bantay Sarado           | Thứ Bảy, 8 tháng 7 năm 2017  | #IANUBantaySarado          | 8.9%                       | #1                       | [ 81 ]                   |
| 168      | Plano ni Geneva         | Thứ Hai, 10 tháng 7 năm 2017 | #IANUPlanoNiGeneva         | 7.1%                       | #1                       | [ 82 ]                   |
| 169      | Big Decision            | Thứ Ba, 11 tháng 7 năm 2017  | #IANUBigDecision           | 7.6%                       | #1                       | [ 82 ]                   |
| 170      | Bagong Pasabog          | Thứ Tư, 12 tháng 7 năm 2017  | #IANUBagongPasabog         | 7.1%                       | #1                       | [ 82 ]                   |
| 171      | Truth is Out            | Thứ Năm, 13 tháng 7 năm 2017 | #IANUTruthIsOut            | 7.5%                       | #1                       | [ 82 ]                   |
| 172      | Harapan Na              | Thứ Sáu, 14 tháng 7 năm 2017 | #IANUHarapanNa             | 7.3%                       | #1                       | [ 82 ]                   |
| 173      | Paglalantad             | Thứ Bảy, 15 tháng 7 năm 2017 | #IANUPaglalantad           | 9.5%                       | #1                       | [ 82 ]                   |
| 174      | Paniningil              | Thứ Hai, 17 tháng 7 năm 2017 | #IANUPaniningil            | 8.2%                       | #1                       | [ 83 ]                   |
| 175      | Puno na si Rome         | Thứ Ba, 18 tháng 7 năm 2017  | #IANUPunoNaSiRome          | 8.4%                       | #1                       | [ 83 ]                   |
| 176      | Together Again          | Thứ Tư, 19 tháng 7 năm 2017  | #IANUTogetherAgain         | 8.6%                       | #1                       | [ 83 ]                   |
| 177      | Intimate Moment         | Thứ Năm, 20 tháng 7 năm 2017 | #IANUIntimateMoment        | 8.3%                       | #1                       | [ 83 ]                   |
| 178      | Paghahanda ni Emma      | Thứ Sáu, 21 tháng 7 năm 2017 | #IANUPaghahandaNiEmma      | 7.9%                       | #1                       | [ 83 ]                   |
| 179      | Walang urungan          | Thứ Bảy, 22 tháng 7 năm 2017 | #IANUWalangUrungan         | 9.6%                       | #1                       | [ 83 ]                   |
| 180      | Gantihan                | Thứ Hai, 24 tháng 7 năm 2017 | #IANUGantihan              | 9.4%                       | #1                       | [ 84 ]                   |
| 181      | Poot ni Emma            | Thứ Ba, 25 tháng 7 năm 2017  | #IANUPootNiEmma            | 7.5%                       | #1                       | [ 84 ]                   |
| 182      | Karma Time              | Thứ Tư, 26 tháng 7 năm 2017  | #IANUKarmaTime             | 9.2%                       | #1                       | [ 84 ]                   |
| 183      | Pagdurusa ni Georgia    | Thứ Năm, 27 tháng 7 năm 2017 | #IANUPagdurusaNiGeorgia    | 10.2%                      | #1                       | [ 84 ]                   |
| 184      | Paniningil              | Thứ Sáu, 28 tháng 7 năm 2017 | #IANUPaniningil            | 10.7%                      | #1                       | [ 84 ]                   |
| 185      | Kabayaran               | Thứ Bảy, 29 tháng 7 năm 2017 | #IANUKabayaran             | 10.5%                      | #1                       | [ 84 ]                   |
| 186      | Atake ni Geneva         | Thứ Hai, 30 tháng 7 năm 2017 | #IANUAtakeNiGeneva         | 7.3%                       | #1                       | [ 84 ]                   |

### Tháng 8 năm 2017
| Tập phim | Tập phim             | Ngày phát sóng gốc           | Hashtag mạng xã hội     | AGB Nielsen NUTAM People   | AGB Nielsen NUTAM People | AGB Nielsen NUTAM People |
| Tập phim | Tập phim             | Ngày phát sóng gốc           | Hashtag mạng xã hội     | Lượng người xem trung bình | Xếp hạng trong khung giờ | Nguồn                    |
| -------- | -------------------- | ---------------------------- | ----------------------- | -------------------------- | ------------------------ | ------------------------ |
| 187      | Magkapatid vs. Emma  | Thứ Ba, 1 tháng 8 năm 2017   | #IANUMagkapatidVsEmma   | 7.6%                       | #1                       | [ 84 ]                   |
| 188      | Double Team          | Thứ Tư, 2 tháng 8 năm 2017   | #IANUDoubleTeam         | 8.5%                       | #1                       | [ 84 ]                   |
| 189      | Sindakan             | Thứ Năm, 3 tháng 8 năm 2017  | #IANUSindakan           | 7.4%                       | #1                       | [ 84 ]                   |
| 190      | Negosyo Wars         | Thứ Sáu, 4 tháng 8 năm 2017  | #IANUNegosyoWars        | 8.9%                       | #1                       | [ 84 ]                   |
| 191      | Thank You Rome       | Thứ Bảy, 5 tháng 8 năm 2017  | #IANUThankYouRome       | 9.6%                       | #1                       | [ 84 ]                   |
| 192      | Dinner Gone Wrong    | Thứ Hai, 7 tháng 8 năm 2017  | #IANUDinnerGoneWrong    | 7.9%                       | #1                       | [ 85 ]                   |
| 193      | Ayaw Patalo          | Thứ Ba, 8 tháng 8 năm 2017   | #IANUAyawPatalo         | 7.6%                       | #1                       | [ 85 ]                   |
| 194      | Pagbabalik ni Loleng | Thứ Tư, 9 tháng 8 năm 2017   | #IANUPagbabalikNiLoleng | 8.0%                       | #1                       | [ 85 ]                   |
| 195      | Loleng               | Thứ Năm, 10 tháng 8 năm 2017 | #IANULoleng             | 7.6%                       | #1                       | [ 85 ]                   |
| 196      | Peligroso            | Thứ Sáu, 11 tháng 8 năm 2017 | #IANUPeligroso          | 7.9%                       | #1                       | [ 85 ]                   |
| 197      | Loleng Is Back       | Thứ Bảy, 12 tháng 8 năm 2017 | #IANULolengIsBack       | 9.2%                       | #1                       | [ 85 ]                   |
| 198      | Say Yes, Emma        | Thứ Hai, 14 tháng 8 năm 2017 | #IANUSayYesEmma         | 8.1%                       | #1                       | [ 86 ]                   |
| 199      | I Love You, Emma     | Thứ Ba, 15 tháng 8 năm 2017  | #IANUILoveYouEmma       | 7.2%                       | #1                       | [ 86 ]                   |
| 200      | Paglubog             | Thứ Tư, 16 tháng 8 năm 2017  | #IANUPaglubog           | 7.9%                       | #1                       | [ 86 ]                   |
| 201      | Pagbabalikan         | Thứ Năm, 17 tháng 8 năm 2017 | #IANUPagbabalikan       | 7.8%                       | #1                       | [ 86 ]                   |
| 202      | Engagement           | Thứ Sáu, 18 tháng 8 năm 2017 | #IANUEngagement         | 7.6%                       | #1                       | [ 86 ]                   |
| 203      | Engagement Party     | Thứ Bảy, 19 tháng 8 năm 2017 | #IANUEngagementParty    | 9.3%                       | #1                       | [ 86 ]                   |
| 204      | Unwanted Guests      | Thứ Hai, 21 tháng 8 năm 2017 | #IANUUnwantedGuests     | 9.1%                       | #1                       | [ 87 ]                   |
| 205      | Desperado            | Thứ Ba, 22 tháng 8 năm 2017  | #IANUDesperado          | 9.1%                       | #1                       | [ 87 ]                   |
| 206      | Masamang Balak       | Thứ Tư, 23 tháng 8 năm 2017  | #IANUMasamangBalak      | 8.8%                       | #1                       | [ 87 ]                   |
| 207      | Huli sa CCTV         | Thứ Năm, 24 tháng 8 năm 2017 | #IANUHuliSaCCTV         | 8.2%                       | #1                       | [ 87 ]                   |
| 208      | No More Lies         | Thứ Sáu, 25 tháng 8 năm 2017 | #IANUNoMoreLies         | 8.8%                       | #1                       | [ 87 ]                   |
| 209      | Pagpapaalam          | Thứ Bảy, 26 tháng 8 năm 2017 | #IANUPagpapaalam        | 9.7%                       | #1                       | [ 87 ]                   |
| 210      | Abduction            | Thứ Hai, 28 tháng 8 năm 2017 | #IANUAbduction          | 9.4%                       | #1                       | [ 88 ]                   |
| 211      | Nasaan si Angelo     | Thứ Ba, 29 tháng 8 năm 2017  | #IANUNasaanSiAngelo     | 8.8%                       | #1                       | [ 89 ]                   |
| 212      | Rebelasyon           | Thứ Tư, 30 tháng 8 năm 2017  | #IANURebelasyon         | 8.0%                       | #1                       | [ 90 ]                   |
| 213      | Paalam, Angelo       | Thứ Năm, 31 tháng 8 năm 2017 | #IANUPaalamAngelo       | 7.7%                       | #1                       | [ 91 ]                   |

### Tháng 9 năm 2017
| Tập phim | Tập phim           | Ngày phát sóng gốc           | Hashtag mạng xã hội    | AGB Nielsen NUTAM People   | AGB Nielsen NUTAM People | AGB Nielsen NUTAM People |
| Tập phim | Tập phim           | Ngày phát sóng gốc           | Hashtag mạng xã hội    | Lượng người xem trung bình | Xếp hạng trong khung giờ | Nguồn                    |
| -------- | ------------------ | ---------------------------- | ---------------------- | -------------------------- | ------------------------ | ------------------------ |
| 214      | Pagdidiin          | Thứ Sáu, 1 tháng 9 năm 2017  | #IANUPagdidiin         | 9.4%                       | #1                       | [ 92 ]                   |
| 215      | Suspek             | Thứ Bảy, 2 tháng 9 năm 2017  | #IANUSuspek            | 8.3%                       | #1                       | [ 93 ]                   |
| 216      | Pagtakas           | Thứ Hai, 4 tháng 9 năm 2017  | #IANUPagtakas          | 7.6%                       | #1                       | [ 94 ]                   |
| 217      | Suspect            | Thứ Ba, 5 tháng 9 năm 2017   | #IANUSuspect           | 8.6%                       | #1                       | [ 94 ]                   |
| 218      | Biktima            | Thứ Tư, 6 tháng 9 năm 2017   | #IANUBiktima           | 8.7%                       | #1                       | [ 94 ]                   |
| 219      | Matinding Pagsubok | Thứ Năm, 7 tháng 9 năm 2017  | #IANUMatindingPagsubok | 8.1%                       | #1                       | [ 94 ]                   |
| 220      | Bilin ni Angelo    | Thứ Sáu, 8 tháng 9 năm 2017  | #IANUBilinNiAngelo     | 8.2%                       | #1                       | [ 94 ]                   |
| 221      | Kasabwat           | Thứ Bảy, 9 tháng 9 năm 2017  | #IANUKasabwat          | 8.4%                       | #1                       | [ 94 ]                   |
| 222      | Pahiwatig          | Thứ Hai, 11 tháng 9 năm 2017 | #IANUPahiwatig         | 9.0%                       | #1                       | [ 95 ]                   |
| 223      | Court Trial        | Thứ Ba, 12 tháng 9 năm 2017  | #IANUCourtTrial        | 9.9%                       | #1                       | [ 95 ]                   |
| 224      | Depressed Rome     | Thứ Tư, 13 tháng 9 năm 2017  | #IANUDepressedRome     | 8.5%                       | #1                       | [ 95 ]                   |
| 225      | Paghihigpit        | Thứ Năm, 14 tháng 9 năm 2017 | #IANUPaghihigpit       | 8.1%                       | #1                       | [ 95 ]                   |
| 226      | Sulat              | Thứ Sáu, 15 tháng 9 năm 2017 | #IANUSulat             | 7.6%                       | #1                       | [ 95 ]                   |
| 227      | Nasaan si Milan    | Thứ Bảy, 16 tháng 9 năm 2017 | #IANUNasaanSiMilan     | 9.0%                       | #1                       | [ 95 ]                   |
| 228      | Kapit Lang         | Thứ Hai, 17 tháng 9 năm 2017 | #IANUKapitLang         | 7.6%                       | #1                       | [ 96 ]                   |
| 229      | Pagkilos           | Thứ Ba, 19 tháng 9 năm 2017  | #IANUPagkilos          | —                          | —                        |                          |
| 230      | Dead End           | Thứ Tư, 20 tháng 9 năm 2017  | #IANUDeadEnd           | —                          | —                        |                          |
| 231      | Ang Saksi          | Thứ Năm, 21 tháng 9 năm 2017 | #IANUAngSaksi          | 9.1%                       | #1                       | [ 97 ]                   |
| 232      | Red Alert          | Thứ Sáu, 22 tháng 9 năm 2017 | #IANURedAlert          | 7.8%                       | #1                       | [ 98 ]                   |
| 233      | Rome               | Thứ Bảy, 23 tháng 9 năm 2017 | #IANURome              | 8.4%                       | #1                       | [ 99 ]                   |
| 234      | Jordan             | Thứ Hai, 25 tháng 9 năm 2017 | #IANUJordan            | 7.0%                       | #1                       | [ 100 ]                  |
| 235      | Pagbabago          | Thứ Ba, 26 tháng 9 năm 2017  | #IANUPagbabago         | 7.7%                       | #1                       | [ 101 ]                  |
| 236      | Motibo             | Thứ Tư, 27 tháng 9 năm 2017  | #IANUMotibo            | 7.2%                       | #1                       | [ 102 ]                  |
| 237      | Pagpapatawad       | Thứ Năm, 28 tháng 9 năm 2017 | #IANUPagpapatawad      | 7.4%                       | #1                       | [ 103 ]                  |
| 238      | Pagtatago          | Thứ Sáu, 29 tháng 9 năm 2017 | #IANUPagtatago         | 7.5%                       | #1                       | [ 104 ]                  |
| 239      | Pagtatagpo         | Thứ Bảy, 30 tháng 9 năm 2017 | #IANUPagtatagpo        | 8.9%                       | #1                       | [ 105 ]                  |

### Tháng 10 năm 2017
| Tập phim | Tập phim            | Ngày phát sóng gốc            | Hashtag mạng xã hội    | AGB Nielsen NUTAM People   | AGB Nielsen NUTAM People | AGB Nielsen NUTAM People |
| Tập phim | Tập phim            | Ngày phát sóng gốc            | Hashtag mạng xã hội    | Lượng người xem trung bình | Xếp hạng trong khung giờ | Nguồn                    |
| -------- | ------------------- | ----------------------------- | ---------------------- | -------------------------- | ------------------------ | ------------------------ |
| 240      | Therapy             | Thứ Hai, 2 tháng 10 năm 2017  | #IANUTherapy           | 7.5%                       | #1                       | [ 106 ]                  |
| 241      | Pangamba            | Thứ Ba, 3 tháng 10 năm 2017   | #IANUPangamba          | 7.4%                       | #1                       | [ 107 ]                  |
| 242      | Desperate Moves     | Thứ Tư, 4 tháng 10 năm 2017   | #IANUDesperateMoves    | 6.7%                       | #1                       | [ 108 ]                  |
| 243      | Patunay             | Thứ Năm, 5 tháng 10 năm 2017  | #IANUPatunay           | 7.4%                       | #1                       | [ 109 ]                  |
| 244      | DNA Test            | Thứ Sáu, 6 tháng 10 năm 2017  | #IANUDNATest           | 6.8%                       | #1                       | [ 110 ]                  |
| 245      | Death Anniversary   | Thứ Bảy, 7 tháng 10 năm 2017  | #IANUDeathAnniversary  | 7.1%                       | #1                       | [ 111 ]                  |
| 246      | Paglalapit          | Thứ Hai, 9 tháng 10 năm 2017  | #IANUPaglalapit        | 6.8%                       | #1                       | [ 112 ]                  |
| 247      | The Discovery       | Thứ Ba, 10 tháng 10 năm 2017  | #IANUTheDiscovery      | 7.5%                       | #1                       | [ 113 ]                  |
| 248      | Kampihan            | Thứ Tư, 11 tháng 10 năm 2017  | #IANUKampihan          | 7.4%                       | #1                       | [ 114 ]                  |
| 249      | Muling Paghaharap   | Thứ Năm, 12 tháng 10 năm 2017 | #IANUMulingPaghaharap  | 7.1%                       | #1                       | [ 115 ]                  |
| 250      | Paglalapit ng Loob  | Thứ Sáu, 13 tháng 10 năm 2017 | #IANUPaglalapitNgLoob  | 7.7%                       | #1                       | [ 116 ]                  |
| 251      | Pagdalaw            | Thứ Bảy, 14 tháng 10 năm 2017 | #IANUPagdalaw          | 8.9%                       | #1                       | [ 117 ]                  |
| 252      | Chef J              | Thứ Hai, 16 tháng 10 năm 2017 | #IANUChefJ             | 8.1%                       | #1                       | [ 118 ]                  |
| 253      | Sydney vs Chelsea   | Thứ Ba, 17 tháng 10 năm 2017  | #IANUSydneyVsChelsea   | 8.4%                       | #1                       | [ 118 ]                  |
| 254      | Boses               | Thứ Tư, 18 tháng 10 năm 2017  | #IANUBoses             | 7.1%                       | #1                       | [ 118 ]                  |
| 255      | Patibong Ni Maui    | Thứ Năm, 19 tháng 10 năm 2017 | #Ika6NaUtos            | 7.2%                       | #1                       | [ 118 ]                  |
| 256      | Recovering          | Thứ Sáu, 20 tháng 10 năm 2017 | #IANURecovering        | 7.4%                       | #1                       | [ 118 ]                  |
| 257      | Fate                | Thứ Bảy, 21 tháng 10 năm 2017 | #IANUFate              | 7.7%                       | #1                       | [ 118 ]                  |
| 258      | Malikmata           | Thứ Hai, 23 tháng 10 năm 2017 | #IANUMalikmata         | 8.1%                       | #1                       | [ 119 ]                  |
| 259      | Rome on TV          | Thứ Ba, 24 tháng 10 năm 2017  | #IANURomeOnTV          | 7.0%                       | #1                       | [ 119 ]                  |
| 260      | Finding Rome        | Thứ Tư, 25 tháng 10 năm 2017  | #IANUFindingRome       | 7.3%                       | #1                       | [ 119 ]                  |
| 261      | Batangas Face Off   | Thứ Năm, 26 tháng 10 năm 2017 | #IANUBatangasFaceOff   | 8.6%                       | #1                       | [ 119 ]                  |
| 262      | Nagkrus na Landas   | Thứ Sáu, 27 tháng 10 năm 2017 | #IANUNagkrusNaLandas   | 8.0%                       | #1                       | [ 119 ]                  |
| 263      | Mensahe ng Kalapati | Thứ Bảy, 28 tháng 10 năm 2017 | #IANUMensaheNgKalapati | 9.1%                       | #1                       | [ 119 ]                  |
| 264      | One Ferry Ride      | Thứ Hai, 30 tháng 10 năm 2017 | #IANUOneFerryRide      | 7.8%                       | #1                       | [ 120 ]                  |
| 265      | Hello, Boss J       | Thứ Ba, 31 tháng 10 năm 2017  | #IANUHelloBossJ        | 9.0%                       | #1                       | [ 120 ]                  |

### Tháng 11 năm 2017
| Tập phim | Tập phim                    | Ngày phát sóng gốc            | Hashtag mạng xã hội   | AGB Nielsen NUTAM People   | AGB Nielsen NUTAM People | AGB Nielsen NUTAM People |
| Tập phim | Tập phim                    | Ngày phát sóng gốc            | Hashtag mạng xã hội   | Lượng người xem trung bình | Xếp hạng trong khung giờ | Nguồn                    |
| -------- | --------------------------- | ----------------------------- | --------------------- | -------------------------- | ------------------------ | ------------------------ |
| 266      | Kita Kita                   | Thứ Tư, 1 tháng 11 năm 2017   | #IANUKitaKita         | 8.6%                       | #1                       | [ 120 ]                  |
| 267      | Rome Is Alive               | Thứ Năm, 2 tháng 11 năm 2017  | #IANURomeIsAlive      | 8.5%                       | #1                       | [ 120 ]                  |
| 268      | The Proof                   | Thứ Sáu, 3 tháng 11 năm 2017  | #IANUTheProof         | 8.7%                       | #1                       | [ 120 ]                  |
| 269      | Face to Face                | Thứ Bảy 4 tháng 11 năm 2017   | #IANUFaceToFace       | 8.7%                       | #1                       | [ 120 ]                  |
| 270      | Pagkikita ng Mag-ama        | Thứ Hai, 6 tháng 11 năm 2017  | #Ika6NaUtos           | 8.3%                       | #1                       | [ 121 ]                  |
| 271      | Karma                       | Thứ Ba, 7 tháng 11 năm 2017   | #IANUKarma            | 8.1%                       | #1                       | [ 121 ]                  |
| 272      | Shared Experience           | Thứ Tư, 8 tháng 11 năm 2017   | #IANUSharedExperience | 7.5%                       | #1                       | [ 121 ]                  |
| 273      | Alibi                       | Thứ Năm, 9 tháng 11 năm 2017  | #IANUAlibi            | 7.5%                       | #1                       | [ 121 ]                  |
| 274      | Dinner Date                 | Thứ Sáu, 10 tháng 11 năm 2017 | #IANUDinnerDate       | 8.1%                       | #1                       | [ 121 ]                  |
| 275      | Muling Pagkikita ng Mag-ama | Thứ Bảy, 11 tháng 11 năm 2017 | #Ika6NaUtos           | 8.0%                       | #1                       | [ 121 ]                  |
| 276      | Surprise for Emma           | Thứ Hai, 13 tháng 11 năm 2017 | #IANUSurpriseForEmma  | 6.9%                       | #1                       | [ 122 ]                  |
| 277      | Tuliro                      | Thứ Ba, 14 tháng 11 năm 2017  | #IANUTuliro           | 7.3%                       | #1                       | [ 122 ]                  |
| 278      | Torn                        | Thứ Tư, 15 tháng 11 năm 2017  | #IANUTorn             | 7.2%                       | #1                       | [ 122 ]                  |
| 279      | Duda                        | Thứ Năm, 16 tháng 11 năm 2017 | #IANUDuda             | 7.1%                       | #1                       | [ 122 ]                  |
| 280      | White Lies                  | Thứ Sáu, 17 tháng 11 năm 2017 | #IANUWhiteLies        | 7.6%                       | #1                       | [ 122 ]                  |
| 281      | Realization                 | Thứ Bảy, 18 tháng 11 năm 2017 | #IANURealization      | 7.4%                       | #1                       | [ 122 ]                  |
| 282      | Lihim                       | Thứ Hai, 20 tháng 11 năm 2017 | #IANULihim            | 7.3%                       | #1                       | [ 123 ]                  |
| 283      | Iwas                        | Thứ Ba, 21 tháng 11 năm 2017  | #IANUIwas             | 7.1%                       | #1                       | [ 123 ]                  |
| 284      | Cornered                    | Thứ Tư, 22 tháng 11 năm 2017  | #IANUCornered         | 7.5%                       | #1                       | [ 123 ]                  |
| 285      | Harapan                     | Thứ Năm, 23 tháng 11 năm 2017 | #IANUHarapan          | 7.2%                       | #1                       | [ 123 ]                  |
| 286      | Aminan                      | Thứ Sáu, 24 tháng 11 năm 2017 | #IANUAminan           | 8.4%                       | #1                       | [ 123 ]                  |
| 287      | Ebidensiya                  | Thứ Bảy, 25 tháng 11 năm 2017 | #IANUEbidensiya       | 8.2%                       | #1                       | [ 123 ]                  |
| 288      | Pagbawi                     | Thứ Hai, 27 tháng 11 năm 2017 | #IANUPagbawi          | —                          | —                        |                          |
| 289      | Tunay na Mahal              | Thứ Ba, 28 tháng 11 năm 2017  | #IANUTunayNaMahal     | —                          | —                        |                          |
| 290      | Sinungaling                 | Thứ Tư, 29 tháng 11 năm 2017  | #IANUSinungaling      | —                          | —                        |                          |
| 291      | Katunayan                   | Thứ Năm, 30 tháng 11 năm 2017 | #IANUKatunayan        | —                          | —                        |                          |

### Tháng 12 năm 2017
| Tập phim | Tập phim             | Ngày phát sóng gốc            | Hashtag mạng xã hội     | AGB Nielsen NUTAM People   | AGB Nielsen NUTAM People | AGB Nielsen NUTAM People |
| Tập phim | Tập phim             | Ngày phát sóng gốc            | Hashtag mạng xã hội     | Lượng người xem trung bình | Xếp hạng trong khung giờ | Nguồn                    |
| -------- | -------------------- | ----------------------------- | ----------------------- | -------------------------- | ------------------------ | ------------------------ |
| 292      | Traydor              | Thứ Sáu, 1 tháng 12 năm 2017  | #IANUTraydor            | 7.4%                       | #1                       | [ 124 ]                  |
| 293      | Habulan              | Thứ Bảy, 2 tháng 12 năm 2017  | #IANUHabulan            | 8.3%                       | #1                       | [ 124 ]                  |
| 294      | Mother Knows Best    | Thứ Hai, 4 tháng 12 năm 2017  | #IANUMotherKnowsBest    | 8.1%                       | #1                       | [ 124 ]                  |
| 295      | Lukso ng Dugo        | Thứ Ba, 5 tháng 12 năm 2017   | #IANULuksoNgDugo        | 8.3%                       | #1                       | [ 124 ]                  |
| 296      | Totoong Resulta      | Thứ Tư, 6 tháng 12 năm 2017   | #IANUTotoongResulta     | 8.1%                       | #1                       | [ 124 ]                  |
| 297      | Nalilito             | Thứ Năm, 7 tháng 12 năm 2017  | #IANUNalilito           | 7.7%                       | #1                       | [ 125 ]                  |
| 298      | Paghabol             | Thứ Sáu, 8 tháng 12 năm 2017  | #IANUPaghabol           | 8.9%                       | #1                       | [ 125 ]                  |
| 299      | Rome's Choice        | Thứ Bảy, 9 tháng 12 năm 2017  | #IANURomesChoice        | 8.8%                       | #1                       | [ 125 ]                  |
| 300      | Sanib Pwersa         | Thứ Hai, 11 tháng 12 năm 2017 | #IANUSanibPwersa        | 7.5%                       | #1                       | [ 126 ]                  |
| 301      | Pagtanggap           | Thứ Ba, 12 tháng 12 năm 2017  | #IANUPagtanggap         | 7.7%                       | #1                       | [ 126 ]                  |
| 302      | Coming Home          | Thứ Tư, 13 tháng 12 năm 2017  | #IANUComingHome         | 7.3%                       | #1                       | [ 126 ]                  |
| 303      | I Miss You           | Thứ Năm, 14 tháng 12 năm 2017 | #IANUIMissYou           | 7.8%                       | #1                       | [ 126 ]                  |
| 304      | Hiling               | Thứ Sáu, 15 tháng 12 năm 2017 | #IANUHiling             | 7.6%                       | #1                       | [ 126 ]                  |
| 305      | Pagkakalayo          | Thứ Bảy, 16 tháng 12 năm 2017 | #IANUPagkakalayo        | 8.4%                       | #1                       | [ 126 ]                  |
| 306      | Totoong Pamilya      | Thứ Hai, 18 tháng 12 năm 2017 | #IANUTotoongPamilya     | 8.1%                       | #1                       | [ 127 ]                  |
| 307      | Bestfriend           | Thứ Ba, 19 tháng 12 năm 2017  | #IANUBestfriend         | 7.7%                       | #1                       | [ 127 ]                  |
| 308      | Pag-aalaga           | Thứ Tư, 20 tháng 12 năm 2017  | #IANUPagAalaga          | 7.0%                       | #1                       | [ 127 ]                  |
| 309      | Tiwala               | Thứ Năm, 21 tháng 12 năm 2017 | #IANUTiwala             | 7.4%                       | #1                       | [ 127 ]                  |
| 310      | Kasunduan            | Thứ Sáu, 22 tháng 12 năm 2017 | #IANUKasunduan          | 8.1%                       | #1                       | [ 127 ]                  |
| 311      | The Vow              | Thứ Bảy, 23 tháng 12 năm 2017 | #IANUTheVow             | 6.7%                       | #1                       | [ 127 ]                  |
| 312      | Kasalan              | Thứ Hai, 25 tháng 12 năm 2017 | #IANUKasalan            | 5.4%                       | #1                       | [ 127 ]                  |
| 313      | Jealous              | Thứ Ba, 26 tháng 12 năm 2017  | #IANUJealous            | 7.1%                       | #1                       | [ 127 ]                  |
| 314      | Fake Mom             | Thứ Tư, 27 tháng 12 năm 2017  | #IANUFakeMom            | 8.0%                       | #1                       | [ 127 ]                  |
| 315      | Georgia's Heartbreak | Thứ Năm, 28 tháng 12 năm 2017 | #IANUGeorgiasHeartbreak | 8.2%                       | #1                       | [ 127 ]                  |
| 316      | Regalo               | Thứ Sáu, 29 tháng 12 năm 2017 | #IANURegalo             | 7.5%                       | #1                       | [ 127 ]                  |
| 317      | Pasabog              | Thứ Bảy, 30 tháng 12 năm 2017 | #IANUPasabog            | 7.7%                       | #1                       | [ 127 ]                  |

### Tháng 1 năm 2018
| Tập phim | Tập phim                | Ngày phát sóng gốc           | Hashtag mạng xã hội       | AGB Nielsen NUTAM People   | AGB Nielsen NUTAM People | AGB Nielsen NUTAM People |
| Tập phim | Tập phim                | Ngày phát sóng gốc           | Hashtag mạng xã hội       | Lượng người xem trung bình | Xếp hạng trong khung giờ | Nguồn                    |
| -------- | ----------------------- | ---------------------------- | ------------------------- | -------------------------- | ------------------------ | ------------------------ |
| 318      | Sisihan                 | Thứ Hai, 1 tháng 1 năm 2018  | #IANUSisihan              | 6.8%                       | #1                       | [ 128 ]                  |
| 319      | Alaga                   | Thứ Ba, 2 tháng 1 năm 2018   | #IANUAlaga                | 8.1%                       | #1                       | [ 128 ]                  |
| 320      | Bagong Pagsubok         | Thứ Tư, 3 tháng 1 năm 2018   | #IANUBagongPagsubok       | 7.4%                       | #1                       | [ 128 ]                  |
| 321      | Biktima                 | Thứ Năm, 4 tháng 1 năm 2018  | #IANUBiktima              | 8.0%                       | #1                       | [ 128 ]                  |
| 322      | Distansya               | Thứ Sáu, 5 tháng 1 năm 2018  | #IANUDistansya            | 7.7%                       | #1                       | [ 128 ]                  |
| 323      | Hiwalay                 | Thứ Bảy, 6 tháng 1 năm 2018  | #IANUHiwalay              | 8.1%                       | #1                       | [ 128 ]                  |
| 324      | Atensyon                | Thứ Hai, 8 tháng 1 năm 2018  | #IANUAtensyon             | 7.4%                       | #1                       | [ 129 ]                  |
| 325      | Kasabwat                | Thứ Ba, 9 tháng 1 năm 2018   | #IANUKasabwat             | 7.2%                       | #1                       | [ 129 ]                  |
| 326      | Larawan                 | Thứ Tư, 10 tháng 1 năm 2018  | #IANULarawan              | 6.9%                       | #1                       | [ 129 ]                  |
| 327      | Saksi                   | Thứ Năm, 11 tháng 1 năm 2018 | #IANUSaksi                | 7.9%                       | #1                       | [ 129 ]                  |
| 328      | Palusot                 | Thứ Sáu, 12 tháng 1 năm 2018 | #IANUPalusot              | 7.7%                       | #1                       | [ 129 ]                  |
| 329      | Seduction               | Thứ Bảy, 13 tháng 1 năm 2018 | #IANUSeduction            | 9.2%                       | #1                       | [ 129 ]                  |
| 330      | Buking                  | Thứ Hai, 15 tháng 1 năm 2018 | #IANUBuking               | 8.0%                       | #1                       | [ 130 ]                  |
| 331      | Desperada               | Thứ Ba, 16 tháng 1 năm 2018  | #IANUDesperada            | 7.5%                       | #1                       | [ 130 ]                  |
| 332      | Blackmail               | Thứ Tư, 17 tháng 1 năm 2018  | #IANUBlackmail            | 7.6%                       | #1                       | [ 130 ]                  |
| 333      | Kustodiya               | Thứ Năm, 18 tháng 1 năm 2018 | #IANUKustodiya            | 8.0%                       | #1                       | [ 130 ]                  |
| 334      | Pagtakas                | Thứ Sáu, 19 tháng 1 năm 2018 | #IANUPagtakas             | 7.7%                       | #1                       | [ 130 ]                  |
| 335      | The Heart Never Forgets | Thứ Bảy, 20 tháng 1 năm 2018 | #IANUTheHeartNeverForgets | 7.9%                       | #1                       | [ 130 ]                  |
| 336      | Paalam, Jordan          | Thứ Hai, 22 tháng 1 năm 2018 | #IANUPaalamJordan         | 7.3%                       | #1                       | [ 131 ]                  |
| 337      | Pagtatago               | Thứ Ba, 23 tháng 1 năm 2018  | #IANUPagtatago            | 7.2%                       | #1                       | [ 131 ]                  |
| 338      | Pagpapanggap            | Thứ Tư, 24 tháng 1 năm 2018  | #IANUPagpapanggap         | 7.8%                       | #1                       | [ 131 ]                  |
| 339      | Katibayan               | Thứ Năm, 25 tháng 1 năm 2018 | #IANUKatibayan            | 8.0%                       | #1                       | [ 131 ]                  |
| 340      | Attempt                 | Thứ Sáu, 26 tháng 1 năm 2018 | #IANUAttempt              | 7.5%                       | #1                       | [ 131 ]                  |
| 341      | Rescue Mission          | Thứ Bảy, 27 tháng 1 năm 2018 | #IANURescueMission        | 9.4%                       | #1                       | [ 131 ]                  |
| 342      | Engkwentro              | Thứ Hai, 29 tháng 1 năm 2018 | #IANUEngkwentro           | 7.6%                       | #1                       | [ 132 ]                  |
| 343      | Away Kapatid            | Thứ Ba, 30 tháng 1 năm 2018  | #IANUAwayKapatid          | 7.5%                       | #1                       | [ 132 ]                  |
| 344      | Pagbawi                 | Thứ Tư, 31 tháng 1 năm 2018  | #IANUPagbawi              | 7.7%                       | #1                       | [ 132 ]                  |

### Tháng 2 năm 2018
| Tập phim | Tập phim       | Ngày phát sóng gốc           | Hashtag mạng xã hội | AGB Nielsen NUTAM People   | AGB Nielsen NUTAM People | AGB Nielsen NUTAM People |
| Tập phim | Tập phim       | Ngày phát sóng gốc           | Hashtag mạng xã hội | Lượng người xem trung bình | Xếp hạng trong khung giờ | Nguồn                    |
| -------- | -------------- | ---------------------------- | ------------------- | -------------------------- | ------------------------ | ------------------------ |
| 345      | Pagtunton      | Thứ Năm, 1 tháng 2 năm 2018  | #IANUPagtunton      | 7.6%                       | #1                       | [ 132 ]                  |
| 346      | Walang Sala    | Thứ Sáu, 2 tháng 2 năm 2018  | #IANUWalangSala     | 7.8%                       | #1                       | [ 132 ]                  |
| 347      | Kakampi        | Thứ Bảy, 3 tháng 2 năm 2018  | #IANUKakampi        | 7.8%                       | #1                       | [ 132 ]                  |
| 348      | Paranoia       | Thứ Hai, 5 tháng 2 năm 2018  | #IANUParanoia       | 7.6%                       | #1                       | [ 133 ]                  |
| 349      | Loleng         | Thứ Ba, 6 tháng 2 năm 2018   | #IANULoleng         | 7.3%                       | #1                       | [ 133 ]                  |
| 350      | Pagpapahirap   | Thứ Tư, 7 tháng 2 năm 2018   | #IANUPagpapahirap   | 7.4%                       | #1                       | [ 133 ]                  |
| 351      | Dalamhati      | Thứ Năm, 8 tháng 2 năm 2018  | #IANUDalamhati      | 7.8%                       | #1                       | [ 133 ]                  |
| 352      | Sumbong        | Thứ Sáu, 9 tháng 2 năm 2018  | #IANUSumbong        | 7.9%                       | #1                       | [ 133 ]                  |
| 353      | Arestado       | Thứ Bảy, 10 tháng 2 năm 2018 | #IANUArestado       | 8.6%                       | #1                       | [ 133 ]                  |
| 354      | Balik Kulungan | Thứ Hai, 12 tháng 2 năm 2018 | #IANUBalikKulungan  | 7.4%                       | #1                       | [ 134 ]                  |
| 355      | Apela          | Thứ Ba, 13 tháng 2 năm 2018  | #IANUApela          | 7.5%                       | #1                       | [ 134 ]                  |
| 356      | Banta          | Thứ Tư, 14 tháng 2 năm 2018  | #IANUBanta          | 7.8%                       | #1                       | [ 134 ]                  |
| 357      | Ipit           | Thứ Năm, 15 tháng 2 năm 2018 | #IANUIpit           | 7.8%                       | #1                       | [ 134 ]                  |
| 358      | Paglantad      | Thứ Sáu, 16 tháng 2 năm 2018 | #IANUPaglantad      | 9.9%                       | #1                       | [ 134 ]                  |
| 359      | Case Closed    | Thứ Bảy, 17 tháng 2 năm 2018 | #IANUCaseClosed     | 9.7%                       | #1                       | [ 134 ]                  |
| 360      | Paghahanap     | Thứ Hai, 19 tháng 2 năm 2018 | #IANUPaghahanap     | 8.3%                       | #1                       | [ 135 ]                  |
| 361      | Tuso           | Thứ Ba, 20 tháng 2 năm 2018  | #IANUTuso           | 9.2%                       | #1                       | [ 135 ]                  |
| 362      | Pananakot      | Thứ Tư, 21 tháng 2 năm 2018  | #IANUPananakot      | 7.9%                       | #1                       | [ 135 ]                  |
| 363      | Determinado    | Thứ Năm, 22 tháng 2 năm 2018 | #IANUDeterminado    | 9.1%                       | #1                       | [ 135 ]                  |
| 364      | Protector      | Thứ Sáu, 23 tháng 2 năm 2018 | #IANUProtector      | 8.9%                       | #1                       | [ 135 ]                  |
| 365      | Sakripisyo     | Thứ Bảy, 24 tháng 2 năm 2018 | #IANUSakripisyo     | 10.0%                      | #1                       | [ 135 ]                  |
| 366      | Paalam         | Thứ Hai, 26 tháng 2 năm 2018 | #IANUPaalam         | 9.2%                       | #1                       | [ 136 ]                  |
| 367      | Hinagpis       | Thứ Ba, 27 tháng 2 năm 2018  | #IANUHinagpis       | 8.3%                       | #1                       | [ 136 ]                  |
| 368      | Kapatid        | Thứ Tư, 28 tháng 2 năm 2018  | #IANUKapatid        | 8.0%                       | #1                       | [ 136 ]                  |

### Tháng 3 năm 2018
| Tập phim | Tập phim             | Ngày phát sóng gốc           | Hashtag mạng xã hội     | AGB Nielsen NUTAM People   | AGB Nielsen NUTAM People | AGB Nielsen NUTAM People |
| Tập phim | Tập phim             | Ngày phát sóng gốc           | Hashtag mạng xã hội     | Lượng người xem trung bình | Xếp hạng trong khung giờ | Nguồn                    |
| -------- | -------------------- | ---------------------------- | ----------------------- | -------------------------- | ------------------------ | ------------------------ |
| 369      | Patibong             | Thứ Năm, 1 tháng 3 năm 2018  | #IANUPatibong           | 7.9%                       | #1                       | [ 136 ]                  |
| 370      | Kulong               | Thứ Sáu, 2 tháng 3 năm 2018  | #IANUKulong             | 8.0%                       | #1                       | [ 136 ]                  |
| 371      | Pagdurusa            | Thứ Bảy, 3 tháng 3 năm 2018  | #IANUPagdurusa          | 8.0%                       | #1                       | [ 136 ]                  |
| 372      | Hirap                | Thứ Hai, 5 tháng 3 năm 2018  | #IANUHirap              | 7.4%                       | #1                       | [ 137 ]                  |
| 373      | Ganti                | Thứ Ba, 6 tháng 3 năm 2018   | #IANUGanti              | 7.1%                       | #1                       | [ 137 ]                  |
| 374      | Nagkaambang Panganib | Thứ Tư, 7 tháng 3 năm 2018   | #IANUNakaambangPanganib | 7.0%                       | #1                       | [ 137 ]                  |
| 375      | Trauma               | Thứ Năm, 8 tháng 3 năm 2018  | #IANUTrauma             | 7.7%                       | #1                       | [ 137 ]                  |
| 376      | Maitim na Balak      | Thứ Sáu, 9 tháng 3 năm 2018  | #IANUMaitimNaBalak      | 7.5%                       | #1                       | [ 137 ]                  |
| 377      | Panganib             | Thứ Bảy, 10 tháng 3 năm 2018 | #IANUPanganib           | 8.1%                       | #1                       | [ 137 ]                  |
| 378      | Huling Lunes         | Thứ Hai, 12 tháng 3 năm 2018 | #IANUHulingLunes        | 7.6%                       | #1                       | [ 138 ]                  |
| 379      | Huling Martes        | Thứ Ba, 13 tháng 3 năm 2018  | #IANUHulingMartes       | 7.7%                       | #1                       | [ 138 ]                  |
| 380      | Huling Miyerkules    | Thứ Tư, 14 tháng 3 năm 2018  | #IANUHulingMiyerkules   | 7.7%                       | #1                       | [ 138 ]                  |
| 381      | Huling Huwebes       | Thứ Năm, 15 tháng 3 năm 2018 | #IANUHulingHuwebes      | 7.8%                       | #1                       | [ 138 ]                  |
| 382      | Huling Biyernes      | Thứ Sáu, 16 tháng 3 năm 2018 | #IANUHulingBiyernes     | 8.6%                       | #1                       | [ 138 ]                  |
| 383      | Huling Paghaharap    | Thứ Bảy, 17 tháng 3 năm 2018 | #IANUHulingPaghaharap   | 10.4%                      | #1                       | [ 138 ]                  |